# آلفرد تایسو
آلفرد تایسو (انگلیسی: Alfred Tysoe; ۲۱ مارس ۱۸۷۴ – ۲۶ اکتبر ۱۹۰۱) دونده دو نیمه‌استقامت اهل بریتانیا بود.
از افتخارات وی میتوان به کسب مدال طلا دو ۸۰۰ متر و دو ۵۰۰۰ متر در بازی‌های المپیک تابستانی ۱۹۰۰ اشاره کرد